# Nikolaj Šalaev
Nikolaj Egorovič Šalaev (in russo Николай Егорович Шалаев?; in ucraino Микола Єгорович Шалаєв?, Mykola Jehorovyč Šalajev; ... – 1951) è stato un criminale di guerra ucraino.

## Biografia
Fu una guardia SS ausiliaria sovietica (Hilfswilliger) addestrata a Trawniki e prestò servizio come operatore delle camere a gas nel campo di sterminio di Treblinka nella Polonia occupata durante l'Olocausto. Fu una delle due guardie ucraine, insieme a Ivan Marčenko, incaricate di produrre i fumi di scarico immessi nelle camere a gas durante il processo di uccisione.
Sia Šalaev che Marčenko (noto alle sue vittime di Treblinka come il famigerato "Ivan il Terribile"), dopo la chiusura del campo di Treblinka, furono inviati a Trieste dalle SS, dove parteciparono all'assassinio dei prigionieri nel campo di concentramento della Risiera di San Sabba prima della sconfitta della Germania nazista nel 1945.
Nel dopoguerra Šalaev fu processato in Unione Sovietica e condannato a morte nel 1951 per tradimento. Il 3 maggio 1951 testimoniò negli interrogatori del KGB sulla gasazione avvenuta a Treblinka. Nel tentativo di sminuire l'enormità dei suoi crimini continuò ad accusare gli ebrei del Sonderkommando che "lo aiutavano". Šalaev fu giustiziato per i crimini commessi a Treblinka.